# Sisay Lemma

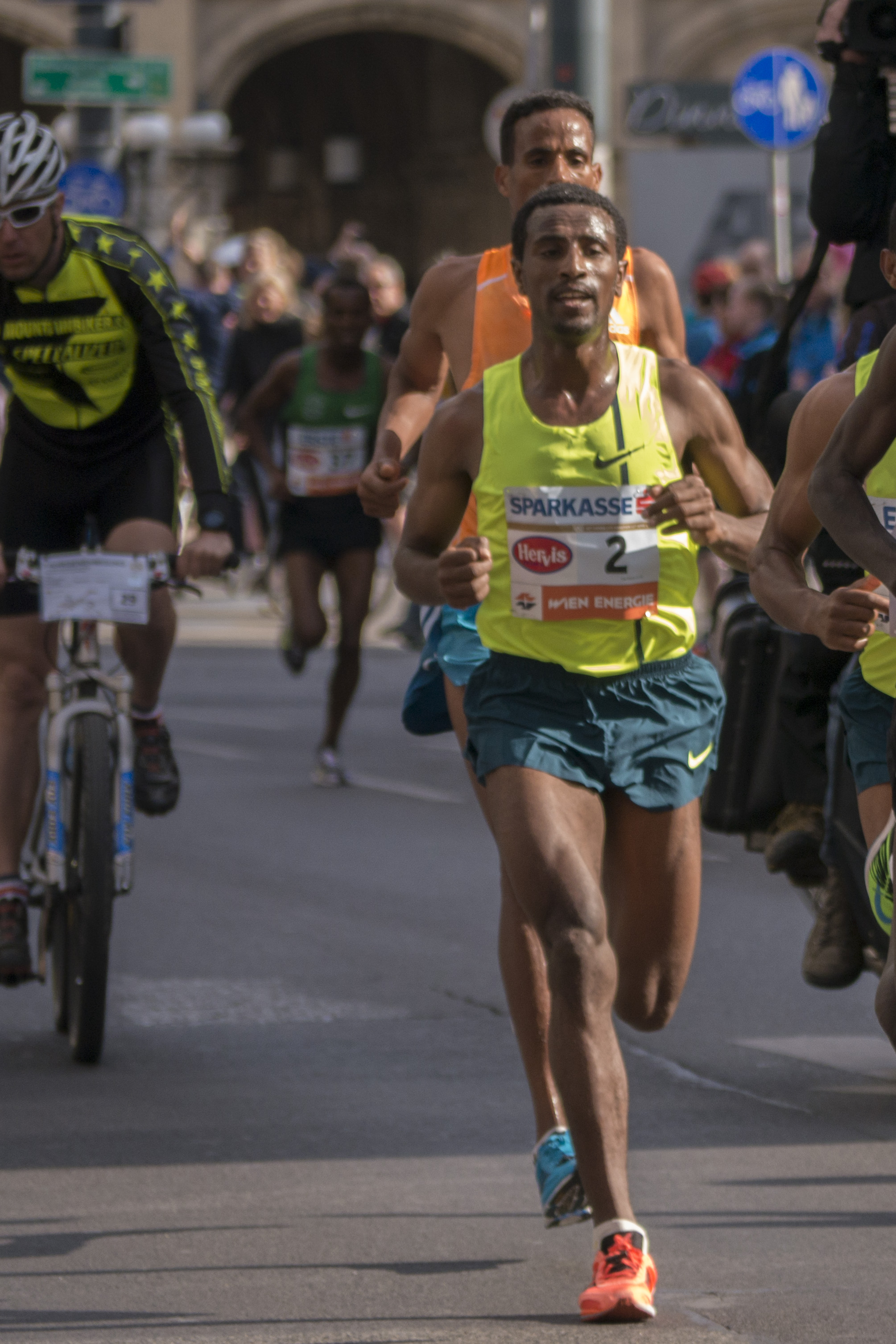
Sisay Lemma beim Vienna City Marathon 2015 bei km 10 (Oper)

Sisay Lemma Kasaye (* 12. Dezember 1990) ist ein äthiopischer Marathonläufer. 2021 gewann er den London-Marathon, 2023 den Valencia-Marathon und 2024 den Boston Marathon. 

## Leben
2012 gewann er die Maratona d’Italia. 2013 wurde er Fünfter beim Tiberias-Marathon, siegte beim Orlen Warsaw Marathon und wurde Vierter beim Eindhoven-Marathon.
2015 lief er als Fünfter beim Dubai-Marathon und siegte beim Vienna City Marathon sowie beim Frankfurt-Marathon, wo er sich auf 2:06:26 verbesserte.
2016 verbesserte er beim Dubai-Marathon den Weltrekord über 30 km auf 1:27:20 Stunden. Am Ende musste er sich aber nach 2:05:16 h mit Rang 4 begnügen.
2018 gewann Lemma den Ljubljana-Marathon in 2:04:58 h.
Mit dem dritten Platz beim Berlin-Marathon 2019 steigerte er seine Bestzeit auf 2:03:36 h.
Beim Marathon der Olympischen Sommerspiele 2020, der abweichend in Sapporo stattfand, kam er nicht ins Ziel.
2021 gewann Lemma den London Marathon in einer Zeit von 2:04:01 h.
2023 siegte er beim Valencia-Marathon in persönlicher Bestzeit und Streckenrekordzeit von 2:01:48 h, der viertschnellsten jemals gelaufenen Zeit.
Im April 2024 gewann er den Boston-Marathon in einer Zeit von 2:06:17 h.

## Persönliche Bestzeiten
- Halbmarathon: 1:02:06 h, 23. Mai 2015, Göteborg
- Marathon: 2:01:48 h, 3. Dezember 2023, Valencia